# Erstlingsbild

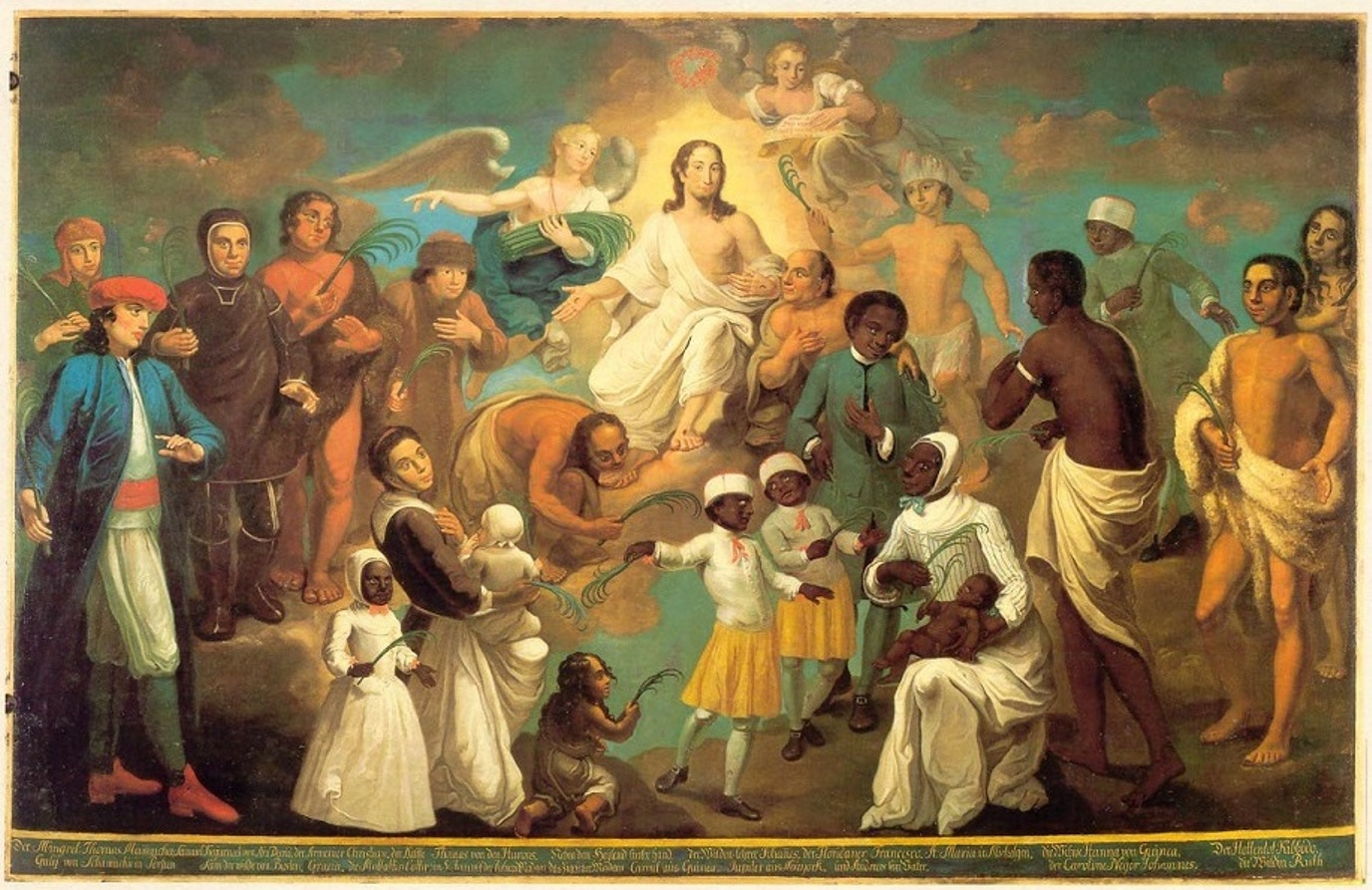
Johann Valentin Haidt, Erstlingsbild in Zeist

Als Erstlingsbild wird ein von Johann Valentin Haidt 1747 geschaffenes Gemälde bezeichnet, das für das Missionsverständnis der Herrnhuter Brüdergemeine grundsätzliche Bedeutung hat. Es gilt als Haidts Hauptwerk. Das Motiv war so beliebt, dass Haidt mehrere Kopien anfertigte. Das Original stammt wahrscheinlich aus Herrnhaag und gelangte später nach Zeist. Heute befindet es sich im Kleinen Saal der dortigen Brüdergemeine bei Schloss Zeist.

## Herrnhuter Missionsverständnis
Nikolaus Ludwig von Zinzendorf war daran interessiert, einzelne Menschen als „Erstlinge“ in bisher nicht christlichen Völkern für den christlichen Glauben zu gewinnen; eine Missionierung ganzer Völker oder Staaten strebte er nicht an.
Anlass für das Bild war die Nachricht vom Tod mehrerer „Erstlinge“ in Nordamerika. Die meisten dargestellten Personen waren indes in Deutschland verstorben, denn die Missionare brachten „eine Reihe von Menschen aus Afrika, der Karibik und Südindien nach Deutschland, wo ihnen die Rolle lebender Zeugen der weltweiten Segnungen des Christentums zugedacht war.“ In den europäischen Niederlassungen der Brüdergemeine konnten 31 solche Gäste identifiziert werden, darunter 14 Frauen und Männer aus Saint-Thomas (Westindien), drei Grönländer und zwei Grönländerin, eine Perserin, je ein Tartar, Armenier, Ceylonese und Inder, zwei Arawaken aus Surinam und zwei Afrikaner aus Carolina. Meist starben sie nach zwei oder drei Jahren, über ihre „stille Präsenz“ in den Herrnhuter Niederlassungen ist wenig bekannt.
Von Haidt stammt auch ein Gemälde „Die 24 Schwesternchöre“ (1751), worauf Repräsentantinnen der über die ganze Welt verteilten Herrnhuter Frauengruppen dargestellt sind; das Motiv fand er wahrscheinlich auf dem Schwesternchorfest am 4. Mai 1747 in Herrnhaag, wo sich 24 „Jungfern-Ältistinnen“ aus verschiedenen Nationen und Gemeinden beiderseits eines Christusbildes aufstellten. Auf dem Bild, das sich heute im Archiv der Brüderunität Herrnhut befindet, sind mehrere nichteuropäische Frauen zu sehen, wahrscheinlich die Perserin Catharina Guley, die Grönländerin Judith Issek sowie eine indianische und eine afrikanische Frau.

## Bildbeschreibung
Haidt schuf das Erstlingsbild für den Konferenzsaal der Synode; es handelt sich also nicht um ein Andachtsbild. Über dem thronenden Christus schwebt ein Engel, der eine Dornenkrone und ein Schriftband mit dem Vers Offb 14,4b  hält; er deutet die dargestellte Szene. Jesus Christus ist hier entgegen der ikonographischen Tradition nicht als Weltenrichter dargestellt, sondern als freundlicher Heiland mit einladend ausgebreiteten Armen. Die Wundmale, insbesondere die für Herrnhuter Spiritualität wichtige Seitenwunde, weisen hin auf sein stellvertretendes Leiden, mit dem er nach christlichem Glauben die Erlösung erkauft hat.
Um ihn scharen sich 21 Menschen aus allen Erdteilen, Männer, Frauen und Kinder, die den Betrachter anschauen und auf diese Weise einbeziehen. Die dargestellten Personen, Erstbekehrte der Herrnhuter Mission, sind in Lebensgröße in ihrer traditionellen Kleidung zu sehen und haben meist individuelle Gesichtszüge. Der Herrnhuter Chronist David Cranz listete folgende Namen:
1. Sam aus Boston in Neu-England;
2. Samuel Kajarnak aus Grönland;
3. Christina Guley, eine Perserin;
4. Thomas, ein Hurone aus Kanada;
5. Catharina, eine „Mulattin“ aus Saint-John mit
6. Anna Maria, die kleine Tochter von Rebekka Protten;
7. Gratia, eine Afrikanerin;
8. „Ein Zigeuner-Mägdlein, das, nachdem die Mutter erschossen worden, von der gräflichen Herrschaft zu Büdingen ins Mägdgen-Haus zu Herrnhaag gegeben worden“;
9. Johannes, ein Mohikaner, „ein Lehrer unter den Wilden“;
10. Andreas, ein Afrikaner, und
11. dessen kleiner Sohn Michael, den die
12. Afrikanerin Anna Maria auf dem Arm hält;
13. Carmel Oly, ein afrikanischer Sklavenjunge;
14. Jupiter, ein Afrikaner aus Neu-York;
15. Francesco aus Florida;
16. Kibbodo, ein „Hottentott“;
17. Ruth, „eine Wildin“ (Mohikanerin);
18. Christian, ein Armenier, Kind christlicher Eltern;
19. Thomas Mammucha, ein Mingrelier.

Alle tragen in der Tradition der Darstellung christlicher Märtyrer Palmzweige. Diese stehen hier für die Überwindung des Todes. Mit vier Erwachsenen und vier Kindern stellt Dänisch-Westindien die größte Personengruppe auf dem Bild. Sie werden von Haidt im Vordergrund, zu den Füßen von Christus dargestellt.
Besonders hervorgehoben ist der Mohikaner Johannes Tschop, der die Seitenwunde Christi betrachtet. Tschop (oder Coop) war Lehrer und Dolmetscher in der Gemeinde Shekomeko, New York, und war das Vorbild für die Gestalt des Chingachgook in den Romanen Coopers. Tschop wurde in zeitgenössischen Beschreibungen eine verblüffende äußere Ähnlichkeit mit Martin Luther bescheinigt, und das hat Haidt auf dem Erstlingsbild auch umgesetzt.
Im Vordergrund des Bildes stehen die beiden afrikanischen Jungen Carmel Oly und Jupiter. Carmel Oly stammte aus dem Königreich Loango. Er wurde von Sklavenhändlern nach Saint-Thomas (Westindien) verschleppt. Dort kauften Herrnhuter Missionare den Jungen frei. Leonhard Dober brachte ihn mit nach Ebersdorf, wo er 1735 auf den Namen Josua getauft wurde. Er verstarb im Jahr darauf. Hinter den beiden Jungen steht Immanuel, der bei der Taufe den Namen Andreas erhielt, ein ehemaliger kreolischer Sklave. Er lernte Lesen, studierte die Bibel und wurde nach seiner Konversion zu einem Ältesten der Gemeinde auf Saint-Thomas. Später bereiste er Pennsylvania und Europa, wo er 1744 verstarb.

## Rezeption
Haidts Stärke war das Porträt. Der Kunsthistoriker Hans Huth urteilt, das Gemälde sei eine Kompilation von Einzelstudien; der Künstler habe seine Vorstudien nicht in eine Gesamtkomposition integrieren können. Gleichwohl handle es sich um einen eigenen Beitrag zur protestantischen Bildgestaltung.
Das Motiv des Erstlingsbildes entsprach Zinzendorfs damaliger chiliastischer Frömmigkeit und erfreute sich großer Beliebtheit, solange die Gemeinde in Erwartung des nahen Weltendes lebte. Haidts ursprüngliches Erstlingsbild existierte in doppelter Ausfertigung; ein Exemplar verbrannte im Mai 1945 in Herrnhut, das andere befindet sich im Kirchensaal der Brüdergemeine in Zeist. Wahrscheinlich stammt es aus Herrnhaag. Weitere Varianten des Bildes entstanden in den folgenden Jahren, die beiden letzten 1754/55 für Bethlehem (Pennsylvania) und Saint-Thomas (Westindien).
Ein Exemplar des Erstlingsbilds, das sich im Unitätsarchiv Herrnhut befindet, war Plakatmotiv der Ausstellung „Der Luthereffekt“ im Deutschen Historischen Museum anlässlich des Reformationsjubiläums 2017.